# Rossville (Indiana)
Rossville est une municipalité située dans le comté de Clinton, dans l’État de l'Indiana, aux États-Unis. Lors du recensement de 2020, elle comptait 1 508 habitants.